# Mastodon (sociální síť)
Mastodon je sociální síť podobná síti X. Na rozdíl od většiny sociálních sítí je Mastodon open source a každý si může založit svoji vlastní instanci. Každá instance má vlastní podmínky užívání, ochrany soukromí a pravidel pro příspěvky; zároveň je propojená s ostatními instancemi, a je tedy možné se na ně připojit pomocí jednoho účtu.
Na Mastodon se píší krátké příspěvky nazývané „toots” [tuːts]. Ty mohou dosahovat délky až 500 znaků (posty na X pouze 280 znaků). Maskotem sítě je animovaná postava připomínající mamuta, resp. mastodonta.
Služba je kompatibilní s federovanou sociální sítí GNU social a dalšími sítěmi, které využívají standard OStatus. Od vydání verze 1.6 je také kompatibilní s protokolem ActivityPub. Vývoj je financován pomocí crowdfundingu, síť neobsahuje reklamy. Společnost vyvíjecí software je v Německu zaregistrována jako nezisková organizace.
Sociální síť byla spuštěna v roce 2016 německým vývojářem Eugen Rochkem. Na podzim roku 2022 zaznamenala nárůst počtu registrovaných uživatelů, to po odkoupení společnosti Twitter, Inc. (od roku 2023 X Corp.) podnikatelem Elonem Muskem; v prosinci téhož roku dosáhl počet uživatelů sedmi milionů.